# Aldar kose

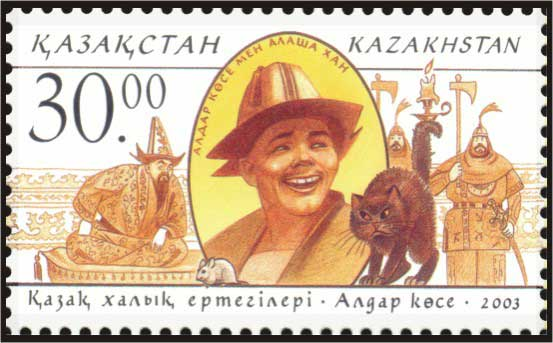
Estampilla con imagen de Aldar Kose

Aldar kose, (nombre nativo kazajo: Алдар көсе/Aldar köse) es un cuento popular kazajo y el nombre del personaje principal. Es la imagen colectiva del hombre astuto pero muy amable. En los cuentos de hadas es un estafador, que engaña a los ricos codiciosos y a los malvados kanes y ayuda a los pobres y débiles. El Diccionario Histórico de Kazajistán se refiere a él como un "mentiroso creativo".

## En el teatro y en el cine
A principios de la década de 1940 se publicó la obra de teatro Aldar-Kose, una comedia popular de Shakhmet Khusainov. En 1964 se produjo una película soviética titulada simplemente Aldar-Kose por Sh. Aimanov. En 1970 se estrenó en Turkmenistán una película infantil, Prikluchenia Aldar-Kose (Las aventuras de Aldar Kose).
- "Aldar-Kose / Impostor Shaven" (1964)
- Aldar-Kose (Historieta, 1976)
- Aldar-Kose, tigre burlado (animación, 1976)
- "Aldar-Kose" (2011)
- Serie Animatsionny "Aldar Kösenіñ köñіldі oqigalary" - 83 series. Production Studio Azia Animation (2009-2011)(2009-2011) Autores: Kraus y Arthur Kraus Igor.